# Pionki (Pionki)
Pionki – historyczna część Pionek, jedna z dwóch (obok Zagożdżona) oryginalnych wsi, które w 1932 roku połączono w jeden organizm osadniczy, prekursor dzisiejszego miasta Pionki. Mimo że organizm przejął nazwę od wsi Pionki, wieś Pionki była siedmiokrotnie mniejsza od Zagоżdżona w chwili połączenia obu wsi.
Pionki stanowią środkowo-zachodnią część Pionek, nad rzeką Zagożdżonką. Lokacja dawnej wsi Pionki odpowiada północnemu krańcowi Stawu Górnego, w rejonie ulic Polnej i Spacerowej, jednak nowoczesne centrum Pionek rozwinęło się na północny zachód od tego miejsca, wzdłuż obecnej Alei Jana Pawła II. Znajduje się tu m.in. stacja kolejowa Pionki Zachodnie oraz Urząd Miasta Pionki.

## Historia
Pionki to dawniej samodzielna osada wchodząca w skład dóbr majoratu rządowego Kozienice. W 1827 roku były tu zaledwie trzy domy i 44 mieszkańców.  W latach 1867–1931 należały do gminy Jedlnia w powiecie kozienickim w guberni radomskiej.
W II RP weszły w skład woj. kieleckiego. Według powszechnego spisu ludności z 1921 roku wieś Pionki liczyła 98 mieszkańców, a pobliska leśniczówka Pionki – 7 mieszkańców.
1 października 1931 utworzono wiejską gminę Pionki z części gminy Jedlnia. W jej skład weszły: a) wieś Zagożdżon z osadą młyńską Zagożdżon i terenami zajętymi przez państwową wytwórnię prochu i materiałów kruszących; b) wieś Pionki wraz z osadą młyńską Pionki; oraz c) niezabudowana miejscowość Kurdjon. Gmina przejęła nazwę od (dużo mniejszej) wsi Pionki, natomiast siedzibę ulokowano w Zagоżdżonie. Niecały rok później, 18 sierpnia 1932, nazwę Zagоżdżona zmieniono na Pionki, co w praktyce oznaczało zespojenie Zagоżdżona z Pionkami w jedną miejscowość, obejmującą całą gminę. Jesienią 1933 roku przeprowadzono w Polsce reformę administracyjną, kiedy to zlikwidowano Zebranie Gminne, zastępując je Radą Gminy. Gmina Pionki, której obszar stanowił tylko jedną miejscowość, w myśl art. 15 ust. 4 ustawy samorządowej nie została podzielono na gromady.
Podczas II wojny światowej gminę Pionki włączono do Generalnego Gubernatorstwa (dystrykt radomski, powiat radomski), gdzie w 1943 roku liczyła aż 7362 mieszkańców.
Po wojnie w województwie kieleckim, w reaktywowanym powiecie kozienickim, jako jedyna gmina powiatu nie podzielona na gromady. W związku z reformą znoszącą gminy jesienią 1954 roku, dotychczasową gminę Pionki połączono z dotychczasową gromadą Zagożdżon-Działki (z gminy Kozienice) tworząc nową gromady Pionki. 13 listopada 1954, po zaledwie sześciu tygodniach funkcjonowania, gromadę Pionki zniesiono w związku z nadaniem jej praw miejskich, przez co dawna wieś Pionki stała się obszarem miejskim w mieście Pionki.